# Ormosia praecisa
Ormosia praecisa är en tvåvingeart som beskrevs av Alexander 1932. Ormosia praecisa ingår i släktet Ormosia och familjen småharkrankar. Inga underarter finns listade i Catalogue of Life.